# Blaesoxipha casuarius
Blaesoxipha casuarius är en tvåvingeart som beskrevs av Thomas Pape 1994. Blaesoxipha casuarius ingår i släktet Blaesoxipha och familjen köttflugor.
Artens utbredningsområde är Bolivia. Inga underarter finns listade i Catalogue of Life.